# 1. Tennis-Bundesliga (Damen) 2004
Die Tennis-Bundesliga der Damen wurde 2004 zum sechsten Mal ausgetragen. Insgesamt waren sieben Mannschaften vertreten.

## Spieltage und Mannschaften
| Spieltage                                 |
| ----------------------------------------- |
| 1. Spieltag: Fr., 7. Mai 2004, 13:00 Uhr  |
| 2. Spieltag: So., 9. Mai 2004, 11:00 Uhr  |
| 3. Spieltag: Fr., 14. Mai 2004, 13:00 Uhr |
| 4. Spieltag: So., 16. Mai 2004, 11:00 Uhr |
| 5. Spieltag: So., 30. Mai 2004, 11:00 Uhr |
| 6. Spieltag: Fr., 4. Juni 2004, 13:00 Uhr |
| 7. Spieltag: So., 6. Juni 2004, 11:00 Uhr |

| Mannschaften             |
| ------------------------ |
| Lintorfer TC             |
| MTTC Iphitos München     |
| TC 1899 Blau-Weiß Berlin |
| TC Zamek Benrath         |
| TC ZWS Moers 08          |
| TEC Waldau               |
| TK Grün-Weiss Mannheim   |

## Abschlusstabelle
|     | Mannschaft                   | Begegnungen | Punkte | Matches | Sätze | Spiele  |
| --- | ---------------------------- | ----------- | ------ | ------- | ----- | ------- |
| 01. | TC ZWS Moers 08              | 6           | 6:0    | 38:16   | 82:41 | 615:464 |
| 02. | TC Zamek Benrath             | 6           | 4:2    | 34:20   | 75:46 | 588:452 |
| 03. | MTTC Iphitos München         | 6           | 4:2    | 30:24   | 65:57 | 582:535 |
| 04. | TEC Waldau                   | 6           | 3:3    | 27:27   | 64:59 | 572:556 |
| 05. | TC 1899 Blau-Weiß Berlin (A) | 6           | 2:4    | 23:31   | 54:68 | 553:574 |
| 06. | Lintorfer TC                 | 6           | 2:4    | 23:31   | 50:66 | 455:543 |
| 07. | TK Grün-Weiss Mannheim       | 6           | 0:6    | 14:40   | 34:87 | 382:623 |

## Mannschaftskader
| Pos. | Name                   |
| ---- | ---------------------- |
| 1    | Sandra Kleinová        |
| 2    | Eva Fislová            |
| 3    | Alena Vašková          |
| 4    | Tazzjana Putschak      |
| 5    | Dominika Nociarová     |
| 6    |                        |
| 7    | Tessy van de Ven       |
| 8    | Laura dell' Angelo     |
| 9    | Lotty Seelen           |
| 10   | Laura Charlotte Zelder |
| 11   | Kamilla Kremer         |
| 12   |                        |
| 13   | Daniela Kalthoff       |
| 14   |                        |
| 15   | Jessica Homberg        |
| 16   | Alice Tesan            |

| Pos. | Name              |
| ---- | ----------------- |
| 1    | Sandra Klösel     |
| 2    | Angelika Bachmann |
| 3    | Nina Dübbers      |
| 4    | Sabine Klaschka   |
| 5    | Sabrina Jolk      |
| 6    | Claudia Kuleszka  |
| 7    | Carmen Klaschka   |
| 8    |                   |
| 9    | Susi Bensch       |
| 10   |                   |
| 11   |                   |
| 12   |                   |
| 13   |                   |
| 14   |                   |
| 15   |                   |
| 16   |                   |

| Pos. | Name             |
| ---- | ---------------- |
| 1    | Květa Peschke    |
| 2    | Jana Kandarr     |
| 3    | Bianka Lamade    |
| 4    | Scarlett Werner  |
| 5    | Natallja Swerawa |
| 6    |                  |
| 7    | Svenja Exner     |
| 8    | Vivien Weber     |
| 9    | Diana Müller     |
| 10   |                  |
| 11   | Jana Exner       |
| 12   |                  |
| 13   |                  |
| 14   |                  |
| 15   |                  |
| 16   |                  |

| Pos. | Name                       |
| ---- | -------------------------- |
| 1    | María Sánchez Lorenzo      |
| 2    | Nicole Pratt               |
| 3    | Gala León García           |
| 4    | Conchita Martínez Granados |
| 5    | Barbara Schwartz           |
| 6    | Barbara Rittner            |
| 7    | Eva Birnerová              |
| 8    | Cristina Torrens Valero    |
| 9    | Vanessa Henke              |
| 10   | Gréta Arn                  |
| 11   |                            |
| 12   | Madita Suer                |
| 13   |                            |
| 14   |                            |
| 15   |                            |
| 16   |                            |

| Pos. | Name                |
| ---- | ------------------- |
| 1    | Anca Barna          |
| 2    | Ľudmila Cervanová   |
| 3    | Tathiana Garbin     |
| 4    |                     |
| 5    | Marlene Weingärtner |
| 6    | Lubomira Bacheva    |
| 7    | Adriana Barna       |
| 8    | Angelika Roesch     |
| 9    | Kirsten Flipkens    |
| 10   |                     |
| 11   | Michelle Gerards    |
| 12   |                     |
| 13   |                     |
| 14   | Karina Karner       |
| 15   |                     |
| 16   |                     |

| Pos. | Name               |
| ---- | ------------------ |
| 1    | Silvia Farina Elia |
| 2    | Jelena Lichowzewa  |
| 3    | Claudine Schaul    |
| 4    | Åsa Carlsson       |
| 5    | Julia Schruff      |
| 6    | Elise Tamaela      |
| 7    | Antonia Matic      |
| 8    | Jasmin Wöhr        |
| 9    | Martina Müller     |
| 10   | Stefanie Weis      |
| 11   | Adriana Jerabek    |
| 12   |                    |
| 13   |                    |
| 14   |                    |
| 15   |                    |
| 16   |                    |

| Pos. | Name                   |
| ---- | ---------------------- |
| 1    |                        |
| 2    | Nuria Llagostera Vives |
| 3    | Kyra Nagy              |
| 4    | Anastassija Rodionowa  |
| 5    | Marija Golowisnina     |
| 6    |                        |
| 7    | Maria Wolfbrandt       |
| 8    | Maren Kaßens           |
| 9    | Sabrina Wist           |
| 10   | Silke Frankl           |
| 11   | Sonja Kindermann       |
| 12   | Tatjana Dolic          |
| 13   | Margaux Melsheimer     |
| 14   |                        |
| 15   |                        |
| 16   |                        |

## Ergebnisse
| Datum/Uhrzeit     | Heimmannschaft         | Gastmannschaft         | Matches | Sätze  | Spiele   |
| ----------------- | ---------------------- | ---------------------- | ------- | ------ | -------- |
| Fr. 7. Mai 11:00  | Lintorfer TC           | TC Benrath             | 3:6     | 07:12  | 064:96   |
| Fr. 7. Mai 11:00  | TC Moers 08            | MTTC Iphitos München   | 5:4     | 011:9  | 095:93   |
| Fr. 7. Mai 11:00  | TEC Waldau             | TK Grün-Weiss Mannheim | 6:3     | 013:7  | 099:74   |
| So. 9. Mai 13:00  | TC Benrath             | TC Moers 08            | 4:5     | 011:12 | 0103:105 |
| So. 9. Mai 13:00  | MTTC Iphitos München   | TC 1899 BW Berlin      | 6:3     | 012:6  | 092:78   |
| So. 9. Mai 13:00  | TK Grün-Weiss Mannheim | Lintorfer TC           | 3:6     | 07:12  | 064:91   |
| Fr. 14. Mai 11:00 | TC 1899 BW Berlin      | TC Benrath             | 3:6     | 07:14  | 088:108  |
| Fr. 14. Mai 11:00 | Lintorfer TC           | TEC Waldau             | 2:7     | 05:15  | 069:106  |
| Fr. 14. Mai 11:00 | MTTC Iphitos München   | TK Grün-Weiss Mannheim | 6:3     | 014:7  | 0110:75  |
| So. 16. Mai 11:00 | TEC Waldau             | TC Moers 08            | 3:6     | 08:14  | 092:117  |
| So. 16. Mai 11:00 | Lintofer TC            | MTTC Iphitos München   | 7:2     | 015:5  | 0107:76  |
| So. 16. Mai 11:00 | TK Grün-Weiss Mannheim | TC 1899 BW Berlin      | 4:5     | 010:14 | 0104:119 |
| So. 30. Mai 13:00 | MTTC Iphitos München   | TC Benrath             | 5:4     | 011:10 | 091:86   |
| So. 30. Mai 13:00 | TC 1899 BW Berlin      | TEC Waldau             | 4:5     | 09:11  | 089:98   |
| So. 30. Mai 13:00 | TC Moers 08            | Lintorfer TC           | 8:1     | 016:3  | 0105:49  |
| Fr. 4. Juni 11:00 | TC Benrath             | TEC Waldau             | 5:4     | 010:9  | 087:83   |
| Fr. 4. Juni 11:00 | TK Grün-Weiss Mannheim | TC Moers 08            | 1:8     | 03:16  | 044:96   |
| Fr. 4. Juni 11:00 | TC 1899 BW Berlin      | Lintorfer TC           | 5:4     | 011:8  | 096:75   |
| So. 6. Juni 11:00 | TEC Waldau             | MTTC Iphitos München   | 2:7     | 08:14  | 094:120  |
| So. 6. Juni 11:00 | TC Moers 08            | TC 1899 BW Berlin      | 6:3     | 013:7  | 097:83   |
| So. 6. Juni 11:00 | TC Benrath             | TK Grün-Weiss Mannheim | 9:0     | 018:0  | 0108:21  |